# Trimorus myrmecophilus
Trimorus myrmecophilus is een vliesvleugelig insect uit de familie van de Scelionidae. De wetenschappelijke naam van de soort is voor het eerst geldig gepubliceerd in 1911 door Kieffer.